# Mondlicht

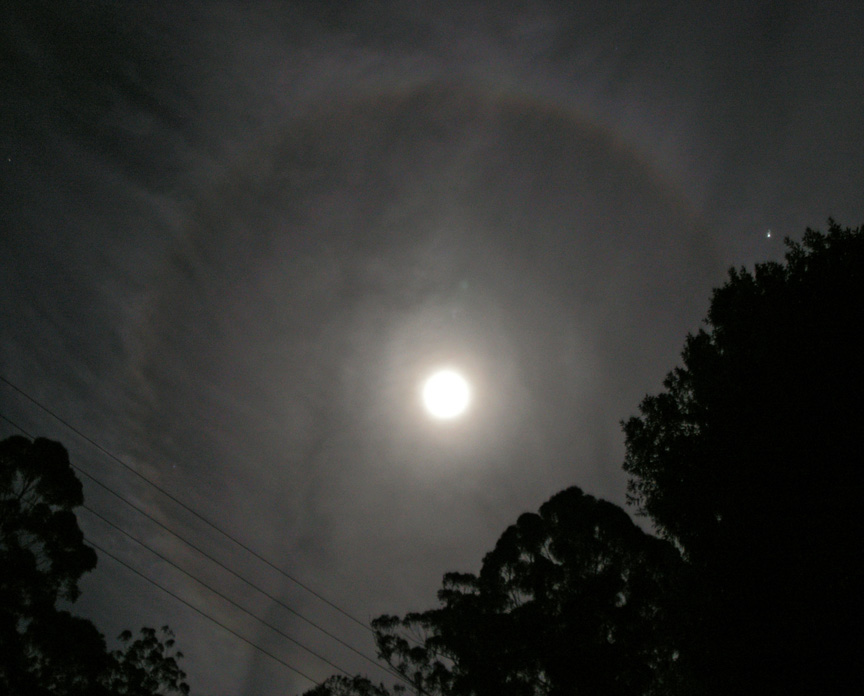
Mondlicht mit Halo

Das Mondlicht, also das vom Mond reflektierte Licht, sei es als Schein von Sonnenlicht (Mondschein) oder als Widerschein von Erdlicht (Erdschein), beträgt im Durchschnitt nur ein Millionstel des die Erde direkt erreichenden Sonnenlichts. Dennoch erscheint uns der Mond ab dem Halbmond blendend hell, was auf den Kontrast zum dunkleren Sternhimmel und die Adaptation des Auges zurückzuführen ist. Die Farbtemperatur von Mondlicht beträgt etwa 4120 K und liegt damit niedriger als die von Sonnenlicht (über 5000 K).
Die Intensität des Mondlichts hängt im Wesentlichen von drei Faktoren ab:
- der Mondphase – etwa im Verhältnis 1:30;
- dem Höhenwinkel – Einfluss von 50 bis über 80 Prozent;
- dem Zustand der Erdatmosphäre und dem Gehalt an Aerosolen.

Die beiden letztgenannten Faktoren beeinflussen auch die Farbe des Mondlichts.

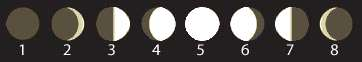
Die Mondphasen in Abständen von etwa 3,7 Tagen.
Der Halbmond hat nur etwa 11 Prozent der Vollmondhelligkeit.

Die Helligkeit des Vollmondes schwankt mit seiner Entfernung von der Erde um bis zu 17 Prozent beziehungsweise etwa 0,2 mag; sie beträgt auf der astronomischen Helligkeitsskala im Mittel −12,5 mag.

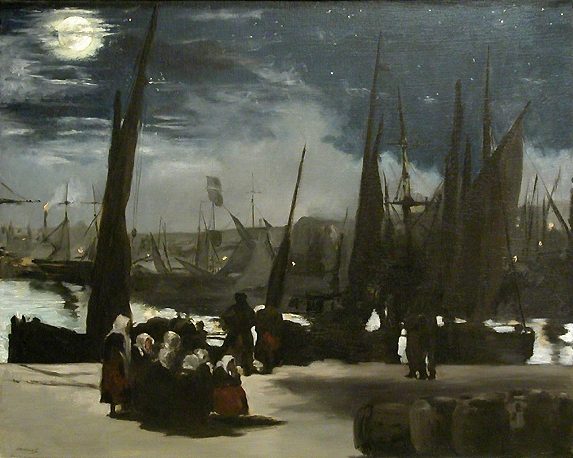
Clair de lune sur le port de Boulogne, Gemälde von Édouard Manet (1869).

Die Helligkeit des Halbmondes beträgt nicht rund 50 Prozent bezogen auf den Vollmond, wie man zunächst meinen könnte, sondern nur ungefähr 11 Prozent, da nur jener Anteil des diffus reflektierten Lichts die Erde erreicht, der etwa rechtwinklig zur Sonneneinstrahlung zurückgeworfen wird, und das Oberflächenrelief des Mondes auch Schatten wirft. Bei einer sehr schmalen Sichel beträgt die Helligkeit nur drei bis fünf Prozent der des Vollmondes. Neben dem hellen sonnenbestrahlten Teil der erdzugewandten Mondoberfläche kann man oft auch den dunkleren Teil sehen, den nicht die Sonne selbst, sondern die von der Sonne angestrahlte Erde beleuchtet. Dieser Widerschein des Erdlichts, das sogenannte aschgraue Mondlicht, macht etwa 0,01 Prozent des gesamten Mondlichtes zu Vollmond aus.
Im Vergleich zum Vollmond ist die Sonne (−26,8 mag) bis rund 400.000fach heller. Das vom hellsten Planet Venus (−4,4 mag) zurückgeworfene Sonnenlicht hat etwa ein 1500stel der Helligkeit des Mondes und das vom hellsten Fixstern Sirius (−1,5 mag) ausgehende Licht erreicht die Erde mit etwa 25.000-mal geringerer Helligkeit als der Vollmond. Bei klarer Nacht beträgt dessen Beleuchtungsstärke auf der Erde rund 0,2 Lux. Die genannten Unterschiede erscheinen uns erheblich gedämpft, denn die Sinneseindrücke des Auges werden subjektiv nach ihren Intensitätsunterschieden annähernd logarithmisch skaliert wahrgenommen (siehe Weber-Fechner-Gesetz).
Eine auffällige Erscheinung kann auch der Halo oder Hof des Mondes sein. In kalten Herbst- und Winternächten können hohe Luftschichten Eiskristalle enthalten, die Teile des Mondlichts seitlich ablenken, sodass ein heller, manchmal leicht grünlicher, perlmuttfarbener Ring entsteht. Abhängig von der Lage dieser Eiswolken kann er nur wenige Winkelgrad betragen, aber auch etwa 20 Grad und (sehr selten) bis über 40 Grad. Das Mondlicht wird dadurch nur unwesentlich schwächer.